# Ildikó Raimondi

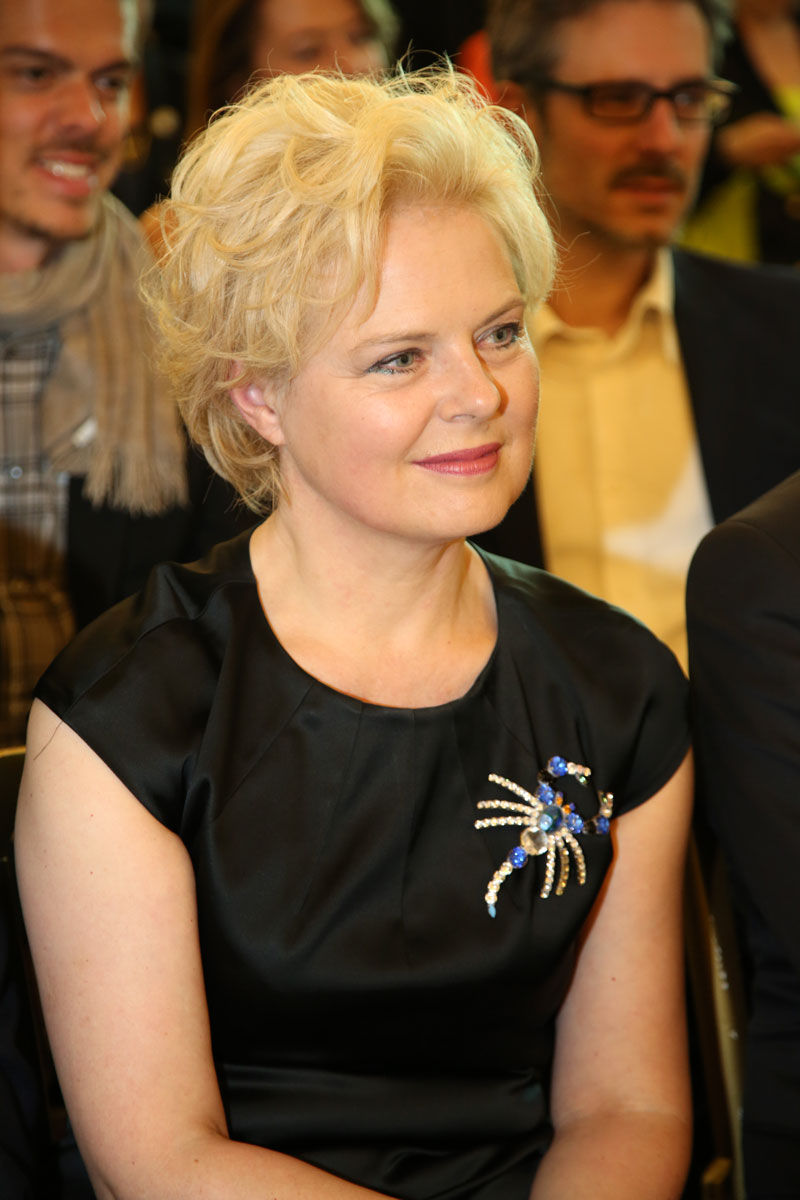
Ildikó Raimondi (2014)

Ildikó Raimondi (geborene Ildikó Clara Szabo, verheiratete Szabo-Raimondi; * 11. November 1962 in Arad, Rumänien) ist eine ungarisch-österreichische Sängerin (Sopran).

## Leben
Nach Studien in ihrer Heimat und ersten Engagements ebenda und in Italien gewann Ildikó Raimondi 1988 beim 7. Hans-Gabor-Belvedere-Gesangswettbewerb in Wien den Ersten Preis in der Kategorie Operette. Seit 1991 gehört sie zum Ensemble der Wiener Staatsoper, wo sie in mehr als 40 Opernpartien von der Pamina (Die Zauberflöte) bis zur Mimi (La Bohème) und von der Susanna (Le nozze di Figaro) bis zur Rosalinde (Die Fledermaus) auftrat. Auch im Wiener Musikverein konzertiert sie regelmäßig, ebenso auf Gastspielreisen und auf Festspielbühnen. Bei den Bregenzer Festspielen trat sie als Micaela (Carmen) auf, beim Wiener Klangbogen und bei den Wiener Festwochen in großen Mozartpartien, beim Edinburgh Festival unter Sir Charles Mackerras als Marzelline im Fidelio und bei den Salzburger Festspielen mit Musik von Wolfgang Amadeus Mozart und Egon Wellesz.
Gastspiele führten die in Wien lebende Künstlerin unter anderem an die Deutsche Oper Berlin, die Semperoper Dresden, die Bayerische Staatsoper München und an das Opernhaus Zürich. Dazu kamen Konzerte, Rundfunk- und Fernseh-Auftritte in vielen Ländern Europas, in Japan, Indonesien, den USA und Israel. Auch Sakralmusik interpretiert sie, so im Rahmen der Schubertiade des Wiener Musikvereins oder in den großen Oratorien Johann Sebastian Bachs und Joseph Haydns, bei denen sie unter prominenten Dirigenten als Solistin mitwirkte.
Ildikó Raimondi interpretiert auch Musik des 20. Jahrhunderts, u. a. Werke von Franz Schmidt, Arnold Schönberg, Alexander Zemlinsky, Egon Wellesz, Ernst Krenek, Gottfried von Einem und Paul Hindemith. Unter den Werken zeitgenössischer Musik gehören Friedrich Cerha und Thomas Daniel Schlee zum Repertoire der lyrischen Sopranistin.
2003 gab Ildikó Raimondi im Rahmen eines größeren wissenschaftlich-künstlerischen Lied-Projekts eine Sammlung der 41 Goethe-Lieder des tschechischen Komponisten Wenzel Johann Tomaschek heraus.
In der Saison 2006/07 folgten Liederabende in Frankfurt am Main, Düsseldorf, im Wiener Musikverein („Mozart und seine Gesellen“) und in Freiburg im Breisgau anlässlich des 550-Jahr-Jubiläums der dortigen Universität: Sie sang ferner Konzerte mit den Wiener Symphonikern (Uraufführung der „Hymne der Agave“ von Egon Wellesz), den Wiener Philharmonikern (Mozarts Krönungsmesse und Exsultate, jubilate in St. Peter zu Rom) unter Leopold Hager sowie der Sächsischen Staatskapelle Dresden (Mozarts Requiem) unter Manfred Honeck. An der Eröffnung des neuen Opernhauses von Valencia im Palau de les Arts Reina Sofía wirkte Ildikó Raimondi als Marzelline in Ludwig van Beethovens Fidelio unter der Leitung von Zubin Mehta mit.
Die Saison 2007/08 verzeichnet unter anderem Liederabende und Konzerte in Bonn, Dresden (Anton Bruckners Te Deum unter Zubin Mehta, Sächsische Staatskapelle), Frankfurt, Wien (Wiener Musikverein), schließlich die Asien-Tournee der Wiener Staatsoper mit Le nozze di Figaro (Susanna / musikalische Leitung: Seiji Ozawa) sowie u. a. die Rollen der Pamina und der Mimi in der Wiener Staatsoper sowie der Rosalinde an der Bayerischen Staatsoper.
Ildikó Raimondi ist seit Oktober 2015 Professorin für Sologesang an der Universität Mozarteum in Salzburg. Im Februar 2024 wurde bekanntgegeben, dass sie die künstlerische Leitung der Schubertiade auf Schloss Atzenbrugg übernehmen soll.
Sie hat zwei Söhne.
2011 hat sie die vorläufig neuen Textversionen der Österreichischen Bundeshymne in einer Einspielung vorgestellt.

## Auszeichnungen
- 2004: Verleihung des Berufstitels Österreichische Kammersängerin[3]
- 2014: Österreichisches Ehrenkreuz für Wissenschaft und Kunst[4]

## Repertoire (Auswahl)

### Oper
- Susanna – Le nozze di Figaro
- Zerlina – Don Giovanni
- Fiordiligi – Così fan tutte
- Pamina – Die Zauberflöte
- Marzelline – Fidelio
- Freia – Das Rheingold
- Eva – Die Meistersinger von Nürnberg
- Gutrune – Götterdämmerung
- Ighino – Palestrina
- Arabella – Arabella
- Sophie – Die weiße Rose von Udo Zimmermann
- Adina – L’elisir d’amore
- Alice – Falstaff
- Lauretta – Gianni Schicchi
- Mimi – La Bohème
- Nedda – Pagliacci
- Antonia – Les Contes d’Hoffmann
- Micaela – Carmen
- Alice Ford – Falstaff

### Operette
- Rosalinde – Die Fledermaus
- Gräfin Gabriele – Wiener Blut
- Hanna Glawari – Die lustige Witwe
- Angele Didier – Der Graf von Luxemburg
- Fedora – Die Zirkusprinzessin

### Konzert
- Johann Sebastian Bach – Passionen, Messen, Kantaten
- Wolfgang Amadeus Mozart – Messen, Requiem, Konzert-Arien
- Joseph Haydn – Messen, Die Schöpfung, Die Jahreszeiten
- Ludwig van Beethoven – Missa solemnis, 9. Sinfonie, Die Ruinen von Athen
- Franz Schubert – Messen
- Felix Mendelssohn Bartholdy – Ein Sommernachtstraum, Lobgesang
- Anton Bruckner – Te Deum

### Lied
- Mozart, Haydn, Beethoven, Schubert, Schumann, Brahms, Wolf (auch Orchesterlieder), Strauss (auch Orchesterlieder), Pfitzner, Schönberg, Zemlinsky (auch Orchesterlieder), Berg, Lieder verschiedener Meister vom 17. Jahrhundert bis zur Gegenwart etc.

## Diskographie (Auswahl)
- Liszt oublieé - Organum Classics 2015
- Johan Wenzel Tomaschek - Goethe Lieder / Paladino 2011
- Mozart – Exsultate, jubilate 2006 / ORF
- Wiener Opernfest 2005 / Orfeo
- Gruß an Wien 2005 / Arts
- Lieder des Lebens 2002 / ORF
- Ein deutsches Requiem 2002 / ORF
- Don Giovanni 2002 / Naxos
- Fidelio 1998 / Telarc